# عین الشمس، مصیاف
عین الشمس (به عربی: عین الشمس) یک روستا در سوریه است که در استان حماه واقع شده‌است. عین الشمس ۲٬۳۲۷ نفر جمعیت دارد.